# Gustav Mayr
Gustav Ludwig Mayr (12 de octubre de 1830, Viena - 14 de julio de 1908, Viena) fue un entomólogo, coleccionista de escarabajos, y profesor en Budapest y en Viena. Se especializó en el orden Hymenoptera, siendo particularmente conocido por sus estudios de la familia de las hormigas.
En 1868, fue el primero en describir a Linepithema humile la hormiga argentina. Se le atribuye el nombre de la especie recolectora, Aphaenogaster treatae, honrando a la naturalista Mary Davis Treat por su investigación sobre tal especie.

## Obra

### Algunas publicaciones
- Die europäischen Formiciden: mit einer lithographischen Tafel. 1861.
- Formicidae [der Novara-Expedition]. Viena 1865.
- Die Ameisen des baltischen Bernsteins. Königsberg: Koch, 1868.
- Feigeninsecten. Viena: Hölder, 1885.
- Formiciden aus Ceylon und Singapur, Természetrajzi Füzetek 20: 420–436 (6 de junio de 1897)
- Hymenopterologische Miscellen. Viena: Hölder, 1902.
- Formiciden aus Ägypten und dem Sudan. 1903.
- Südafrikanische Formiciden, gesammelt von Dr. Hans Brauns, Anales de la k.k. Museo de Historia Natural de Viena, 16: 1-30 (31 de diciembre de 1901)

## Honores

### Eponimia
Tres géneros de hormigas le fueron dedicadas:
- Mayria Forel (1879)
- Eumayria Ashmead (1887)
- Mayriella Forel (1902)

Y, más de 50 especies, también.

## Abreviatura (zoología)
La abreviatura Mayr  se emplea para indicar a Gustav Mayr como autoridad en la descripción y taxonomía en zoología.

- Datos: Q84838
- Multimedia: Gustav Mayr / Q84838
- Especies: Gustav Leopold Mayr